# Giuseppe Azzini
Giuseppe Azzini (Gazzuolo, 26 de marzo de 1891 – Ospedaletti, 11 de noviembre de 1925) fue un ciclista italiano, hermano de Luigi y Ernesto Azzini, que fue profesional entre 1912 y 1924. Cómo tantos otros deportistas de la época vio cortada su progresión por culpa de la Primera Guerra Mundial. Como amateur se proclamó Campeón de Italia el 1911. Destacó como rodador y gregari de Costante Girardengo. Tomó parte en siete ediciones del Giro de Italia, consiguiendo 4 victorias de etapa. También ganó la Milà-Turín el 1913. Murió muy joven, a los 34 años, fruto de una tuberculosis. 

## Palmarés
| 1911 - Tour de Umbría 1912 - 3º en el Campeonato de Italia en Ruta 1913 - Milán-Turín - 2 etapas del Giro de Italia 1914 - 2 etapas del Giro de Italia - 3º en el Campeonato de Italia en Ruta | 1919 - 3º en el Campeonato de Italia en Ruta 1920 - Giro de la Provincia de Milán, con Gaetano Belloni 1921 - Giro de la Provincia de Milán, con Costante Girardengo |

## Resultados en las Grandes Vueltas
| Carrera         | 1910 | 1911 | 1912 | 1913 | 1914 | 1915 | 1916 | 1917 | 1918 | 1919 | 1920 | 1921 | 1922 | 1923 | 1924 |
| --------------- | ---- | ---- | ---- | ---- | ---- | ---- | ---- | ---- | ---- | ---- | ---- | ---- | ---- | ---- | ---- |
| Giro de Italia  | -    | -    | -    | 3º   | Ab.  | X    | X    | X    | X    | Ab.  | Ab.  | Ab.  | Ab.  | -    | -    |
| Tour de Francia | -    | -    | -    | -    | -    | X    | X    | X    | X    | Ab.  | -    | -    | -    | -    | -    |
| Vuelta a España | X    | X    | X    | X    | X    | X    | X    | X    | X    | X    | X    | X    | X    | X    | X    |
| Mundial en Ruta | X    | X    | X    | X    | X    | X    | X    | X    | X    | X    | X    | X    | X    | X    | X    |

-: No participa

Ab.: Abandono

X: Ediciones no celebradas